# 김수범
김수범(한국 한자: 金洙範, 1990년 10월 2일 ~ )은 대한민국의 축구 선수였다.

## 클럽 경력
2011년 광주 FC에 입단하였다. 2014년 1월 13일 안종훈과 맞트레이드 되어 제주 유나이티드로 이적했다.
2019년 여름 이적시장에서 A리그의 퍼스 글로리에 입단했다. 2019년 11월 3일에 센트럴코스트 매리너스 전에서 선발 출전했다가 교체되었으며,팀은 1-2로 패했다.
2020년 6월 24일, 강원 FC에 입단했다.
2021년 7월 6일 수원 FC로 이적했다.
2022년 3월, 김포 FC에 입단했다.
2022시즌 여름 이적시장을 통해 전남 드래곤즈에 입단했다.

## 국가대표 경력
2010년에는 잠시 올림픽 대표팀에 뽑힌적이 있다.